# إذا كان هذا إنسانا
إذا كان هذا إنسانًا (بالإيطالية: Se questo è un uomo)‏ هو كتاب تُرجم إلى أغلب لغات العالم، سرد فيه بريمو ليفي، حياته وسنوات سجنه في معسكر أوشفيتز، إذ تم اعتقاله في فبراير 1944 إلى أن حرّرَ الجيشُ الروسيّ المعسكر يوم 27 كانون الثاني ـ يناير 1945.
بريمو ليفي كيميائيّ إيطالي ـ يهوديّ ألقي القبض عليه بتهمة الانتماء للمقاومة الإيطاليّة المناهضة للفاشيّة. ثم رُحّل إلى معسكر أوشفيتز ومنه إلى مخيّم مونوفيتز ـ بونا، حيث عُيّن مسؤولًا كيميائيًا في شركة IG Farben لإنتاج المطاط لصالح المجهود الحربي الألماني.

## كيف تمّ نشرُ الكتاب
كتب بريمو ليفي كتابه بين كانون الأوّل ـ ديسمبر 1945 وكانون الثاني ـ يناير 1947 . دار نشر إينودي رفضت نشر المخطوط فتعاون مع ناشر مستقلّ بيد أن هذه الطبعة لم تلق في البداية ما تستحقّه من اهتمام حتّى صدر كتابه الثاني وعنوانه الهدنة عام 1963 الذي يروي فيه خروجه من المعتقل وعودته إلى إيطاليا. لاقى الكتاب رواجًا ملحوظًا وصار كتابه المرجعيّ الأوّل من الأحسن مبيعًا. و ترجم حينذاك إلى لغات كثيرة منها الألمانية. أجمع من قرأه أنّه : " من أهمّ ما كتب عن أدب الهولوكوست " جوار كتاب الليل للكاتب إيلي ويزل ومذكرات آن فرانك .
شيما هو عنوان القصيدة التي كتبها بريمو ليفي مستوحيًا جملًا من العهد القديم يقرأها المؤمنون مرّتين في اليوم وتردُ فيها العبارة التي أضحت عنوانًا لكتابه النجم : أين منكَ الإنسان .

## موضوع الكتاب
ولد بريمو ليفي في كنف عائلة يهودية ليبرالية عريقة سكنت منطقة البيمونت منذ قرون .شابٌّ لمّاح درس الكيمياء وتفوّق . بيد أنّه وبسبب صعود الحركات المعادية للساميّة أيّام موسوليني لم يجد عملًا وصار ينشط مع مجموعة تناهض الفاشيّة . يوم 13 كانون الأوّل ـ ديسمبر 1943  قُبضَ عليه واقتيد إلى معسكر فوسولي، هناك اعترف ليفي بيهوديّته فرُحِّل. إلى أوشفيتز في 22 شباط ـ فبراير 1944 ، وصار رقمه هناك : 174.517.
عندما تم تحرير المعسكر، كلّفت السلطات السوفيتية بريمو ليفي والدكتور ليوناردو دي بينيديتي بوضع « تقرير تقني » تمّ نشره في مجلّة طبّية عام 1946 حول مشاهداتهم وما عاشوه من أهوال .ليوناردو دي بينيديتي  هو من كتب أغلب صفحات التقرير أمّا بريمو ليفي فاستفاد من الفكرة لكتابة : أين منك الإنسان

## القصة
يسردُ كتاب أين منك الإنسان تجربة كاتبه داخل معسكر الاعتقال في أوشفيتز خلال الحرب العالمية الثانية ، يوميّاته في المعسكر و ما كابده السجناء وهم يقاومون للبقاء على قيد الحياة . عاش السجناء أهوالًا يصفها الكاتب بحذافيرها وشنائعها . ما الذي يبقى من الإنسانيّة يسأل الكاتب؟.
يتضمن الكتاب اقتباسات من الكوميديا الإلهية لدانتي: من جحيم إلى جحيم يأخذنا الكاتب، نعيش معه أهوال التعذيب وانحدار البشر إلى هذا الدرك.
أضحى الكتابُ أيقونةً من أيقونات أدب المعتقلات وقد ترجم مرارًا إلى العربيّة واستفاد منه كلّ من جرب السجون في حياته. والذي أضحى يشكّل ما يسمّى اليوم "أدب السجون والمعتقلات والتعذيب".
كتب ليفي ببرودة العَالِم، وصفَ أوضاع المعتقل بدقّة كاظمًا أحاسيسه، يقول: " أوشفيتز تجربة بيولوجيّة واجتماعيّة. أن يسجن آلاف البشر على اختلاف أعمارهم وأجناسهم ولغاتهم وارغامهم الخضوع لنظام وحشي هو تجربة مخبريّة تُظَهِّر ما في الإنسانَ من توحّشٍ وإنسانيّة ، تظهّر هذا الصراع الأزلي بين الصدّيق والعدل بين الضحيّة والجلّاد."

## من الكتاب
لا أعرفُ محكمةً بشريّة.
بُعْدي عن الإيمان يجعلني أجهل معنى المغفرة . كيف لي وأنا لستُ قاضيًا ولا رجل دين أن أغفر لمن كبّدني كلّ هذا العذاب .
أن أفهم قبل أن أحكم .
كتبتُ كتابي كي أفهم، كي أفهم نفسي وأعتقها .
تذكّروا دومًا. تذكّروا ما فعله الإنسان بالإنسان .
أنا شاهدٌ ، لقد شاهدت أفول الإنسانية ولن أنسى .
تدهشني دومًا وحشيّة الجلّاد حيال ضحيّته .

## طبعات
- بريمو ليفي (1947). Se questo è un uomo. Biblioteca Leone Ginzburg (بالإيطالية). Turin: Éditions Da Silva. p. 198..
- بريمو ليفي (1958). Se questo è un uomo. Éditions Einaudi..

كتاب صوتي
- بريمو ليفي (2013). Se questo è un uomo. Éditions Emons. Rome isbn=978-8-89835-969.

قرص مضغوط صوتي MP3

## ترجمات

### في فرنسا
طبعات مطبوعة
- بريمو ليفي (1961). J'étais un homme (بالإيطالية). Paris: Éditions Buchet-Chastel. p. 187..
- بريمو ليفي (1er octobre 1987). Si c'est un homme (بالإيطالية). Paris: Éditions Julliard. p. 265. {{استشهاد بكتاب}}: تحقق من التاريخ في: |سنة= (help) isbn=978-2-266-02250-7.
- بريمو ليفي (1988). Si c'est un homme. Documents récits essais. Paris: Éditions Pocket. ص. 213. 978-2-266-02250-isbn.
- بريمو ليفي (2017). Si c'est un homme. Pavillons. Paris: Éditions Robert Laffont. ص. 324. isbn=978-2-221-19983-1.

الكتاب الصوتي
- بريمو ليفي (2015). Si c'est un homme. Paris: Éditions Audiolib. |isbn=978-2-36762-032-

الدعم: 1 قرص صوتي مضغوط MP3

### في المانيا
- بريمو ليفي (1961). Ist das ein Mensch ?. Francfort-sur-le-Main: Éditions Fischer Bücherei  [لغات أخرى]‏. ص. 180.{{استشهاد بكتاب}}:  صيانة الاستشهاد: علامات ترقيم زائدة (link)

## الملاحق
- محرقة
- عمل أدبي مستوحى من الحرب العالمية الثانية
- قالب:Dictionnaires

</link>
</link>
- عناصر التأمل في «أغنية يوليسيس» في «أين منكَ الإنسان » لبريمو ليفي